# Eduardo Gonçalves de Oliveira
Eduardo Gonçalves de Oliveira (São Paulo, 30 november 1981) - voetbalnaam Edu - is een Braziliaans betaald voetballer die bij voorkeur in de aanval speelt. Hij tekende in januari 2010 een contract tot aan de zomer van 2013 bij FC Schalke 04, dat hem overnam van Suwon Samsung Bluewings. Eerder speelde hij in Duitsland ook voor FSV Mainz 05 en VfL Bochum.
Edu werd met de Bluewings in 2008 Zuid-Koreaans landskampioen. Met Schalke plaatste hij zich in het laatste halfjaar van het seizoen 2009-'10 rechtstreeks voor de UEFA Champions League door tweede te worden in de Bundesliga.

## Cluboverzicht
| Seizoen  | Club                    | Competitie    | Wedstrijden | Doelpunten |
| -------- | ----------------------- | ------------- | ----------- | ---------- |
| 2003-'04 | VfL Bochum              | Bundesliga    | 13          | 0          |
| 2004-'05 | VfL Bochum              | Bundesliga    | 17          | 4          |
| 2005-'06 | VfL Bochum              | 2. Bundesliga | 33          | 12         |
| 2005-'06 | 1. FSV Mainz 05         | Bundesliga    | 14          | 1          |
| 2007     | Suwon Samsung Bluewings | K-League      | 22          | 6          |
| 2008     | Suwon Samsung Bluewings | K-League      | 25          | 12         |
| 2009     | Suwon Samsung Bluewings | K-League      | 23          | 7          |
| 2009-'10 | FC Schalke 04           | Bundesliga    | 13          | 2          |
| 2010-'11 | FC Schalke 04           | Bundesliga    | 28          | 3          |
| 2011-'12 | FC Schalke 04           | Bundesliga    | 1           | 0          |
| 2011-'12 | Beşiktaş JK             | Süper Lig     | 21          | 3          |
| 2012-'13 | SpVgg Greuther Fürth    | Bundesliga    | 8           | 1          |

## Erelijst
VfL Bochum
- 2. Bundesliga

2006
 FC Schalke 04
- DFB-Pokal

2011